# 칼빈 신학교
미국 칼빈 신학교(Calvin Theological Seminary)는 1876년 개교되어 현재에 이르는 미국 미시간 주 그랜드래피즈에 위치한 기독교 개혁교회(Christian Reformed Church in North America, CRCNA, CRC)에 소속된 신학교육기관이다. 칼빈신학교, 칼빈 신학대학원 등으로 불리기도 한다. 같은 재단으로 캘빈 대학교가 있다. 미국에서 프린스턴 신학교, 웨스트민스터 신학교, 리폼드 신학교와 함께 전통과 학문이 있는 장로교 신학교로 잘 알려져 있다. 한국의 동문으로  김의환, 옥한흠, 최갑종, 김재성, 류호준, 류호영, 박영돈, 김지찬, 김병훈, 박찬호, 임원택, 김은수, 안상혁, 박재은, 우병훈, 조용순, 이성호, 김현광, 조인수, 정창욱, 김효남과 같은 많은 교수들과 목회자들이 있다.

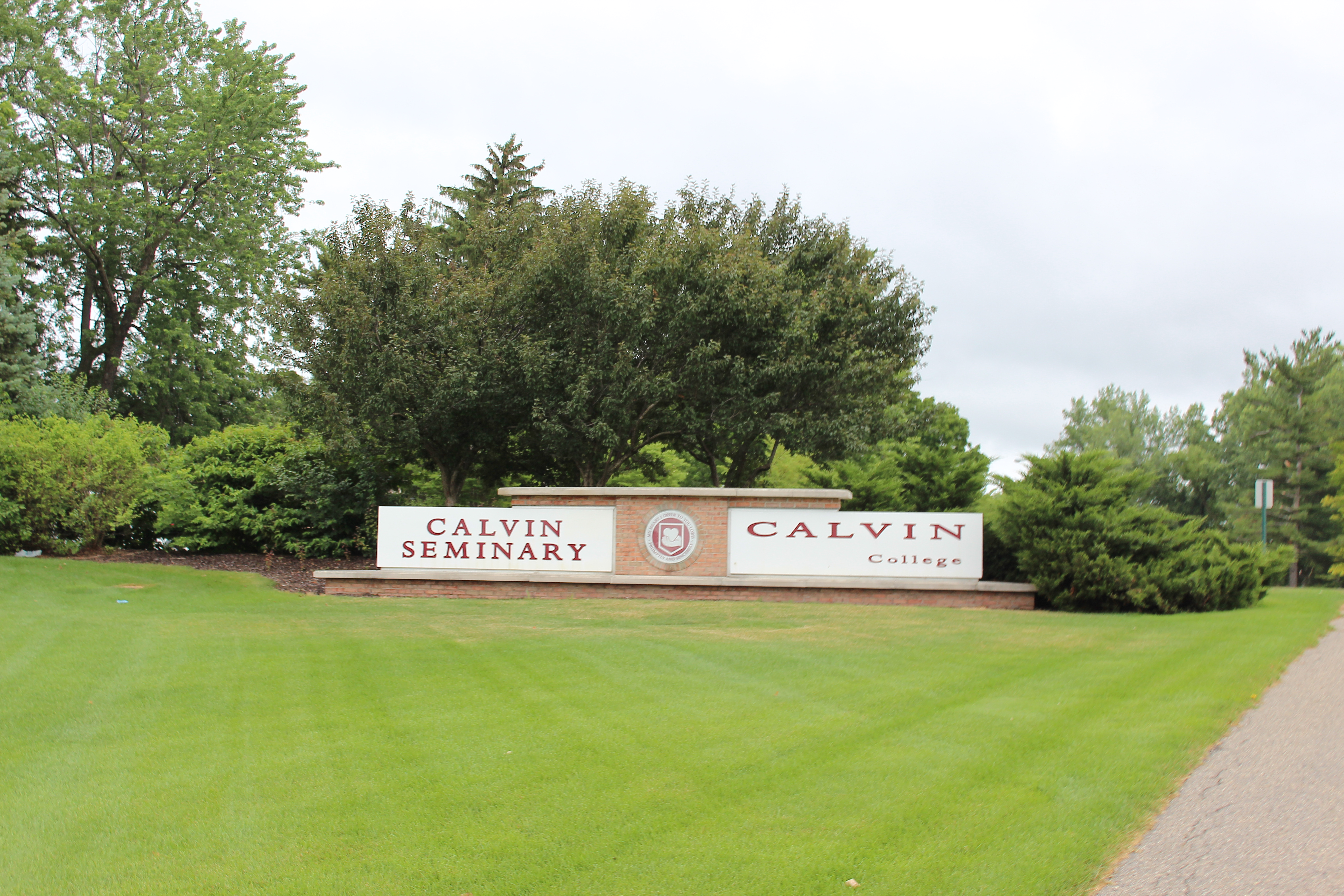
미국 캘빈 대학교,미시간 주, 그랜드래피즈

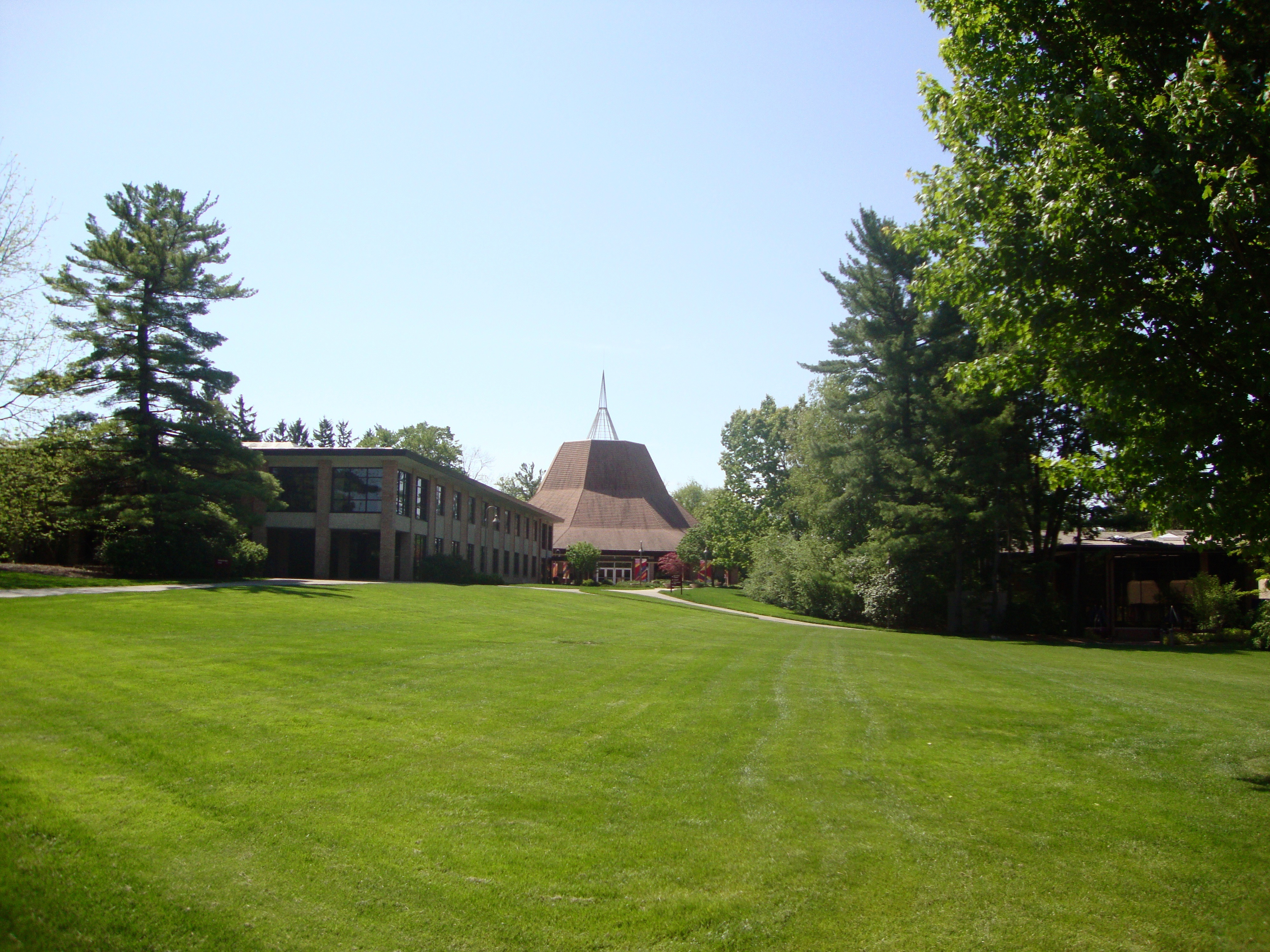
미국 캘빈 대학교

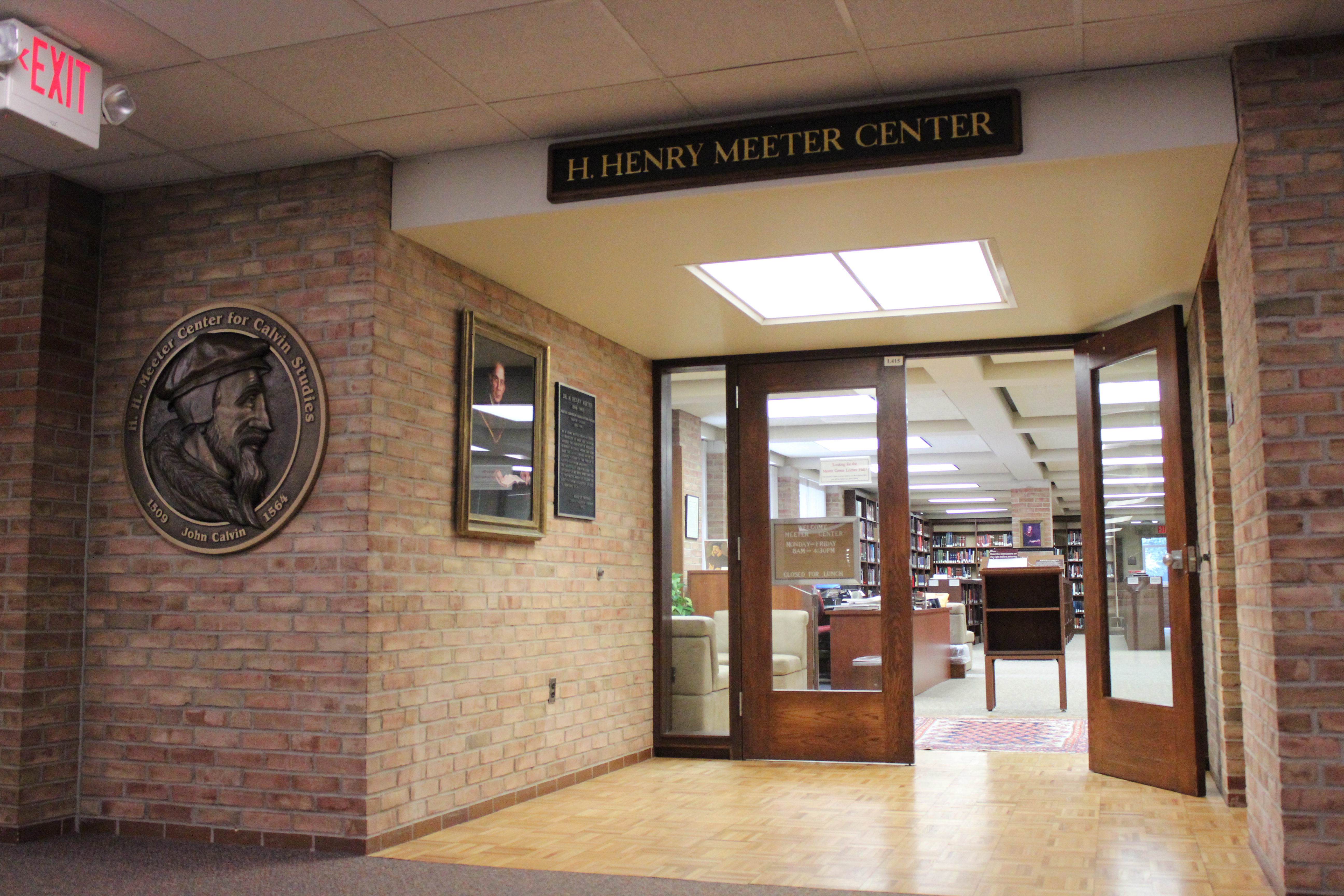
헨리미터 센터 미국 칼빈 대학교내 칼빈 전문연구소

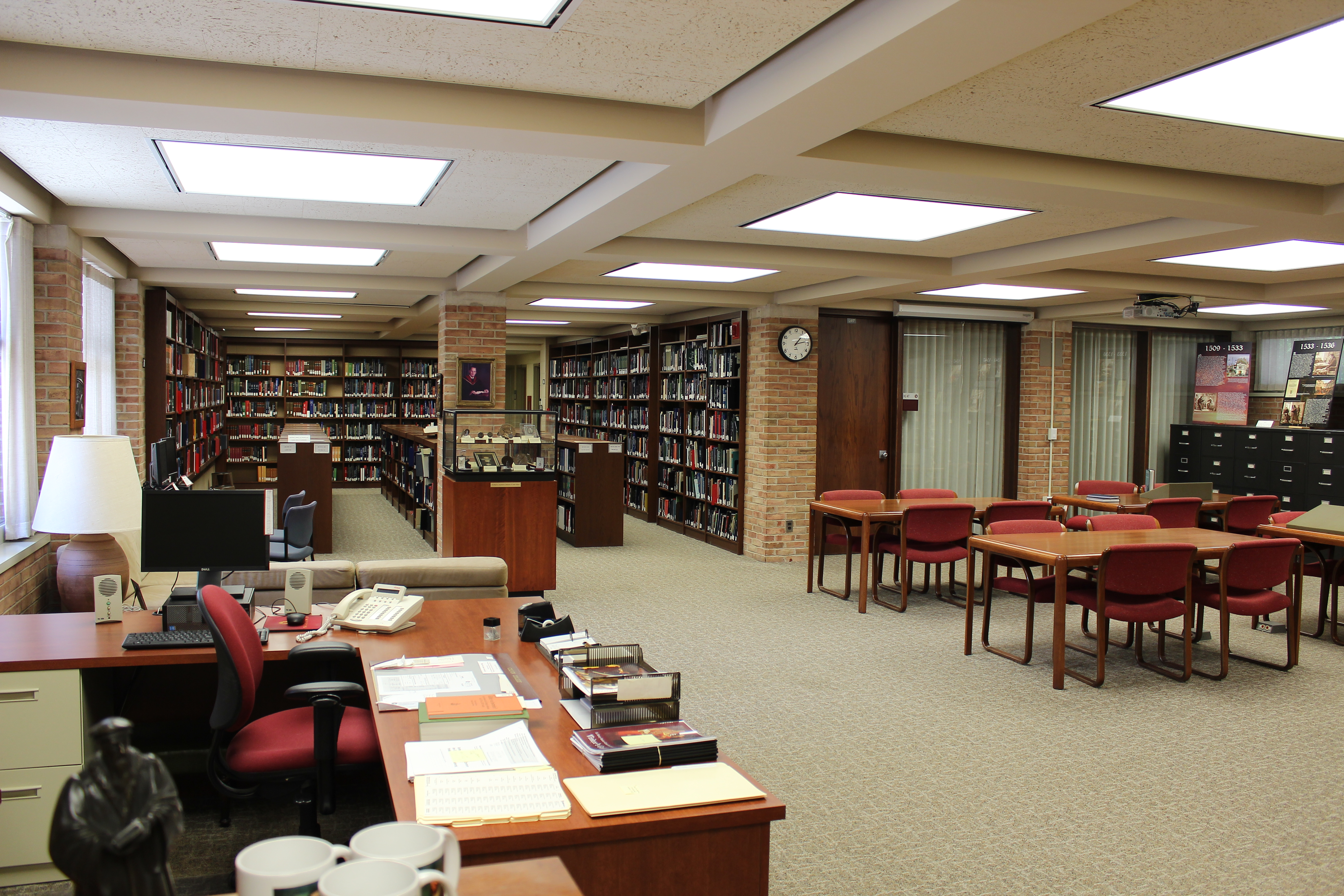
헨리미터 센터 칼빈 관련자료가 풍부한 칼빈 전문연구소

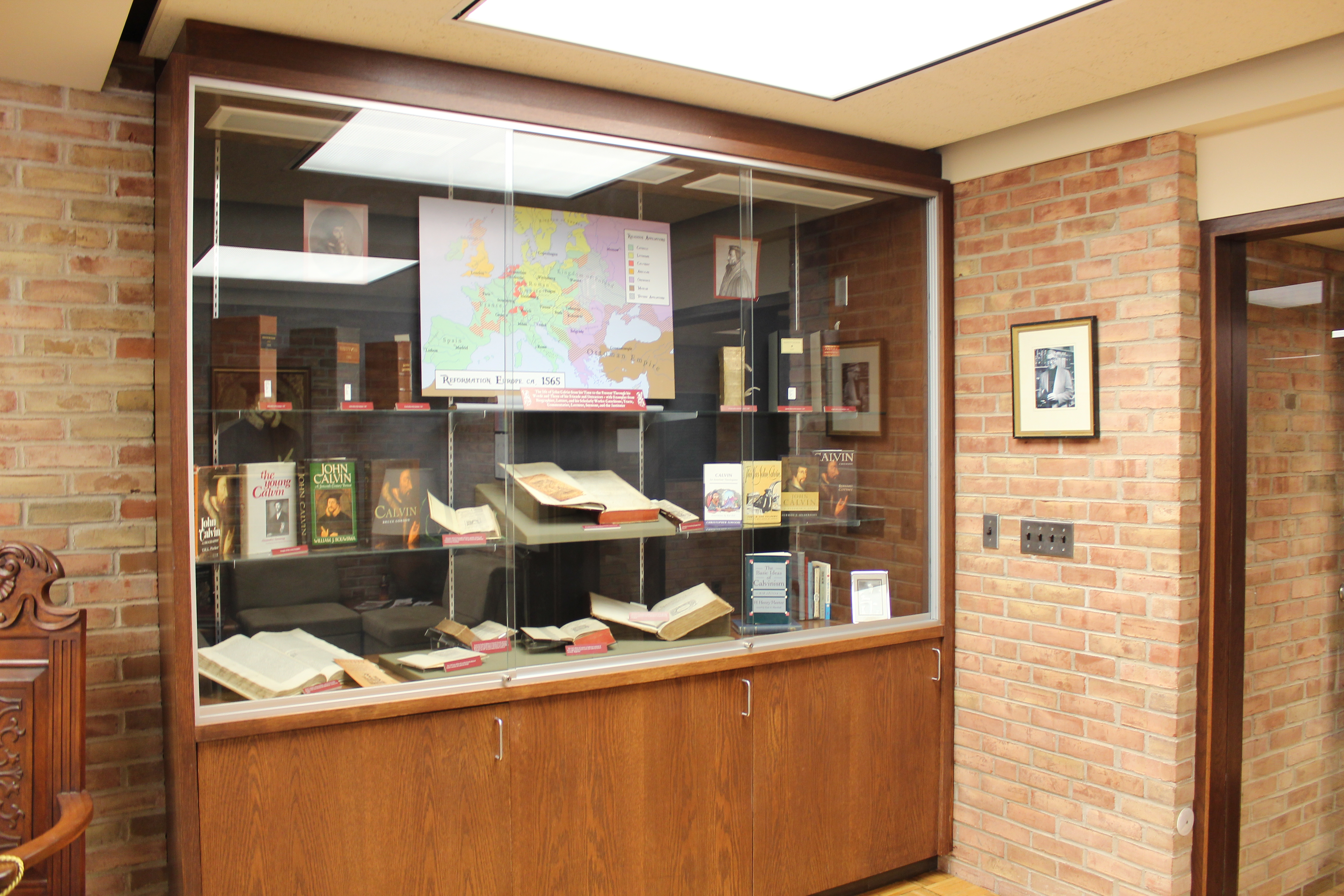
칼빈의 원전이 전시된 헨리미터 센터칼빈전문연구소

## 역사
칼빈신학교는 1876년에 기독교 개혁교회 (북아메리카)(Christian Reformed Church in North America, CRCNA, CRC)의 목회자를 교육하기 위한 목적으로 설립되었다. 최초에는 그랜드래피즈의 스프링 스트리트에 있었으나, 1892년 매디슨 애비뉴와 프랭클린 스트리트로 이전했으며, 1917년에 프랭클린 스트리트 위치로 이전하였다. 1960년에 현 위치에 있는 노크레스트 캠퍼스(Knollcrest Campus)에서 수업을 하기 시작하였다.
칼빈신학교는 1894년에 신학교 수학을 준비하기 위한 과정으로 8개의 문학 과정들을 만들었으며, 이 과정들은 1900년에 확대되어 신학교 이외의 학생들에게도 공개되었다. 1901년에 첫 4명의 여학생이 입학하였다. 1920년에 대학교육이 추가 되어 캘빈 대학교가 설립되었다.

## 저명한 동문 및 교수진
- 게할더스 보스
- 루이스 벌코프
- 리차드 게핀
- 하비 콘
- 안토니 A. 후크마
- 리처드 뮬러
- 코닐리어스 밴틸
- 클라렌스 부마
- 헤르만 혹세마
- 제임스 케네디 - 암스테르담 대학교 네덜란드사 교수
- 바런트 클라스 카위퍼르 - 역사학 교수[2]
- 링크 카위퍼르
- 야머스 올트하위스
- 커널리어스 플랜팅어
- 루이스 스미드스
- 존 H. 스텍
- 리처드 멀러
- 존 볼트
- 강영안
- 로널드 핀스트라

## 같이 보기
- 캘빈 대학교
- 헨리미터 센터